# Corey Anderson
Corey C. Anderson, född 22 september 1989 i Rockton, är en amerikansk MMA-utövare som 2014–2020 tävlade i organisationen Ultimate Fighting Championship och från och med 2020 tävlar i Bellator.